# Буллюциемский маяк

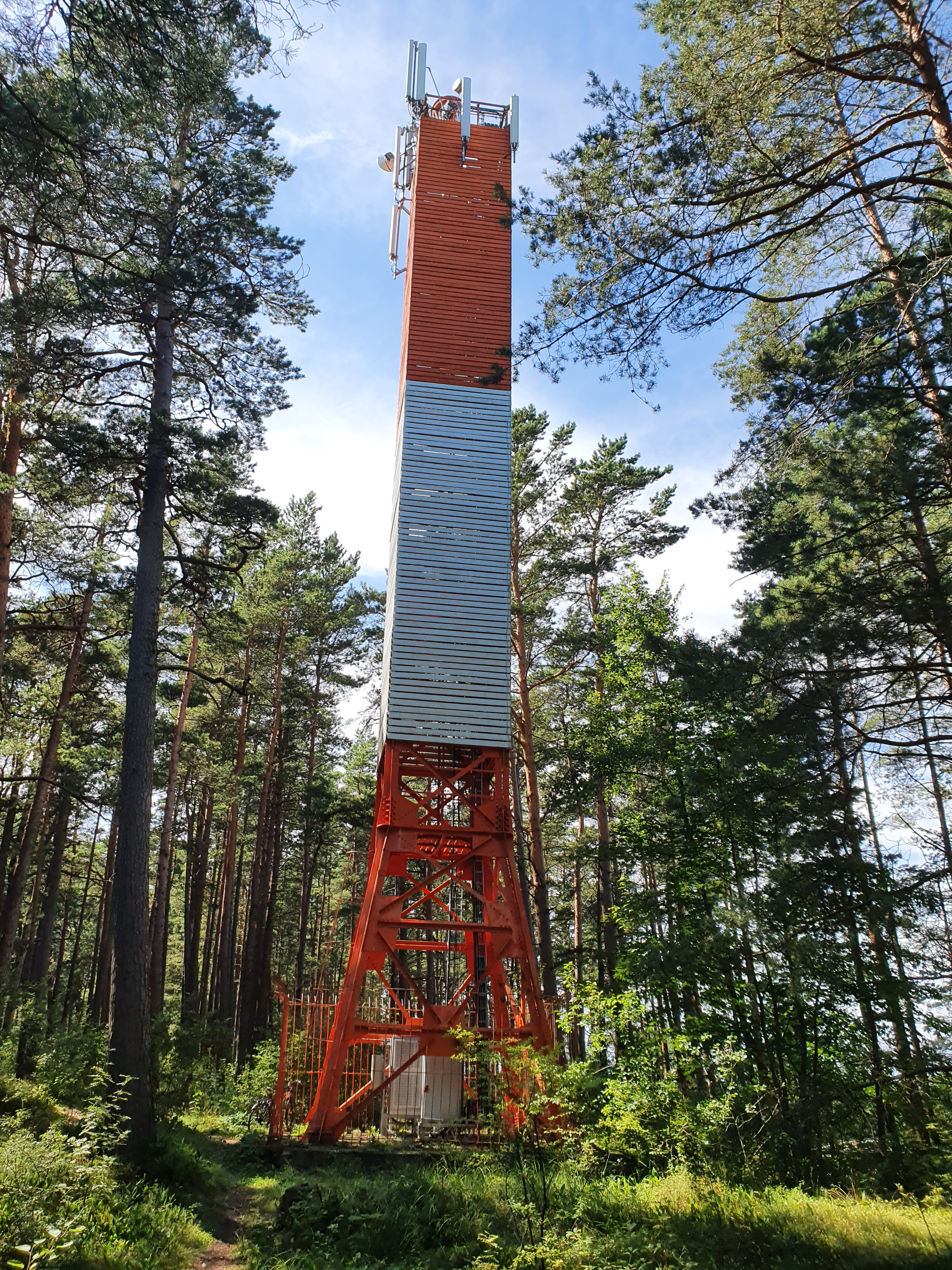

Буллюциемский маяк (латыш. Buļļuciema bāka) — маяк в Юрмале, на дюнах между Лиелупе и Буллюциемсом, на берегу Рижского залива. Построен в 1956 году.
Представляет собой решетчатую башню с обшивкой из красных и белых досок. Высота маяка 28 метров, огонь находится на высоте 36 метров над уровнем моря. Огонь виден на расстоянии 16 морских миль. Проблесковый огонь белый, загорается каждые 3,5 секунды на 1,5 секунды